# Résolution 1214 du Conseil de sécurité des Nations unies
Membres permanents
- Chine
- États-Unis
- France
- Royaume-Uni
- Russie

Membres non permanents
- Bahrain
- Brésil
- Costa Rica
- Gabon
- Gambie
- Japon
- Kenya
- Portugal
- Slovénie
- Suède

Résolution no 1213 Résolution no 1215
La Résolution 1214 du Conseil de sécurité des Nations unies fut adoptée à l'unanimité le 8 décembre 1998. Après avoir rappelé les résolutions 1189 (en) (de 1998) et 1193 (de 1998) concernant l'Afghanistan, le Conseil a examiné la détérioration de la situation politique, militaire et humanitaire en Afghanistan et a créé une unité des affaires civiles dans le cadre de la Mission spéciale des Nations Unies en Afghanistan (en) (UNSMA).
Le Conseil de sécurité s'est déclaré préoccupé par l'escalade du conflit afghan en raison d'une offensive des talibans, qui menaçait la paix et la sécurité internationales, et engendrait la destruction de biens et le déplacement d'un grand nombre de personnes et de réfugiés. Il était également préoccupé par la nature de plus en plus ethnique et religieuse du conflit, en particulier contre les chiites. Le Front uni d’Afghanistan souhaitait conclure un cessez-le-feu avec les talibans, mais la violence persistait de part et d’autre. Toute ingérence extérieure dans le pays devait cesser immédiatement.
Le Conseil demeurait préoccupé par la détérioration de la situation humanitaire dans le pays et a rappelé à toutes les factions afghanes leurs obligations au titre des Conventions de Genève. La présence de terroristes dans les zones contrôlées par les talibans, le trafic de drogue et la discrimination à l’égard des femmes et des filles étaient préoccupants.
La résolution exigeait que les talibans arrêtent les combats, concluent un cessez-le-feu et reprennent les négociations sans conditions préalables. Les talibans ont été invités à informer l’ONU des résultats d’une enquête sur la mort de deux membres du personnel des Nations unies du Programme alimentaire mondial et du Haut Commissariat des Nations unies pour les réfugiés à Jalalabad, et du Conseiller militaire de l’UNSMA à Kaboul. Le Conseil a également condamné l’enlèvement du consulat général d’Iran, le meurtre de diplomates iraniens et d’un journaliste à Mazâr-e Charîf.
Le Secrétaire général Kofi Annan a été invité à envoyer une mission pour enquêter sur les allégations de violations graves des droits de l'homme telles que les massacres de prisonniers de guerre et de civils, en plus de la destruction de sites religieux. Le Conseil a encouragé la poursuite des efforts diplomatiques dans le cadre du processus de paix, comprenant le groupe "six plus deux" et la communauté internationale. Enfin, les factions afghanes, en particulier les talibans, ont été instamment priées de mettre fin à la discrimination à l’égard des filles et des femmes, de respecter les droits de l’homme, de cesser de soutenir les terroristes et de mettre fin aux activités liées aux trafics de drogues. Le Conseil envisageait d’imposer de nouvelles mesures si les talibans continuaient de défier les résolutions antérieures du Conseil de sécurité.